# Kaleidoscope (US-amerikanische Band)
Kaleidoscope war eine US-amerikanische Psychedelic-Rock-Band der 1960er Jahre. Die Gruppe um Gitarrist David Lindley mischte in ihren Songs Elemente des Acid Rock mit Cajun-Musik- und Blues-, aber auch arabisch-asiatischen Elementen. Dafür verwendeten die Musiker neben den typischen Rockinstrumenten unter anderem auch Geigen, Banjos und Mandolinen. Allerdings war lediglich ihrer LP Incredible Kaleidoscope 1969 ein kleiner kommerzieller Erfolg beschieden.

## Geschichte
Kaleidoscope entstand in Kalifornien aus David Lindleys Band The Rodents. Er nannte die neue Formation zunächst The Baghdad Blues Band. Dank der Umbenennung in Kaleidoscope und eines umtriebigen Produzenten bekam die Band 1966 einen Plattenvertrag bei Epic Records. Sie bestand zu der Zeit aus Lindley (Banjo, Gitarre, Geige), Solomon Feldthouse (Gesang, Gitarren, Kazoo), Chris Darrow (Mandoline, Bass), Charles Chester Crill (Harmonika, Keyboards, Geige) und John Vidican (Schlagzeug). In dieser Besetzung nahm die Band drei Singles und zwei LPs auf. Außerdem war sie die Backing Band auf Leonard Cohens Debüt-Album Songs of Leonard Cohen (Erstveröffentlichung Dez. 1967, mit dem Song Suzanne).
1967 spielten sie auf dem Berkeley Folk Festival. Die Band war als Rockband auch deswegen ungewöhnlich, weil sie Musik von Jazzmusikern wie Cab Calloway und Duke Ellington spielen konnte und auch in ihr Repertoire einbaute.
Ihr Stück Stranger in Your City / Beacon from Mars (1967), das live im Studio aufgenommen wurde, hatte Einfluss auf andere Rockmusiker. So bewunderte Jimmy Page von Led Zeppelin Lindleys kontrolliertes Feedback-Solo.
Darrow schloss sich 1968 der Nitty Gritty Dirt Band an und wurde durch Stuart Brotman ersetzt. Am Schlagzeug kam Paul Lagos für Vidican. Diese Rhythmusgruppe spielte auf Incredible Kaleidoscope.
In dieser Besetzung hörte man die Band auch auf dem Newport Folk Festival 1969, und auf dem Original-Soundtrack des Films Zabriskie Point, für den sie zwei Songs aufnahmen.
Im März 1970 folgte ein weiteres Album, für das die Band in Großbritannien in American Kaleidoscope umbenannt wurde, um Verwechslungen mit der britischen Band gleichen Namens auszuschließen, und auf dem Jeff Kaplan als weiteres Bandmitglied für Gitarre und Gesang mitverantwortlich war.
Die gleichnamige britische Band Kaleidoscope war etwa zur gleichen Zeit (1964–1970) aktiv und spielte ebenfalls Psychedelic Rock.
Die Band trennte sich Ende 1970. Lindley arbeitete anschließend mit Terry Reid und als Sessionmusiker für Warren Zevon, Maria Muldaur, America, Linda Ronstadt und viele andere mehr. 1976 gab es eine kurze Reunion von Kaleidoscope; Brotman, Buda, Darrow, Feldthouse, Lagos, Templeton Parceley nahmen das Album When Scopes Collide auf. Nach der erneuten Trennung hat sich David Lindley auch als Solokünstler einen Namen gemacht. Besonders seine Zusammenarbeit mit Ry Cooder (Paris, Texas) ist bekannt.
Crill und Darrow organisierten vierzehn Jahre später eine zweite Wiedervereinigung. Das Album Greetings from Kartoonistan (We Ain’t Dead Yet) (und darauf Brotmans beeindruckendes Instrumentalstück Klezmer Suite) wurde mit derselben Besetzung aufgenommen; Lindley war zwar eingeladen, wollte aber nicht mitmachen.

## Diskografie

### Alben
- 1967: Side Trips
- 1968: A Beacon from Mars
- 1969: Incredible! Kaleidoscope
- 1970: Bernice
- 1977: When Scopes Collide
- 1983: Bacon from Mars (1967-1969) (Kompilation)
- 1984: Rampé Rampé (Rarities-Kompilation)
- 1993: Blues from Baghdad – The Very Best of Kaleidoscope (Kompilation)
- 1990/2003: Greetings from Kartoonistan (We Ain’t Dead Yet)

außerdem zwei Tracks auf Original-Soundtrack zum Film Zabriskie Point (1969)

### Singles
- 1966: Please / Elevator Man
- 1967: Why Try / Little Orphan Annie
- 1967: I Found Out / Rampé Rampé
- 1967: Nobody / B-Seite von Larry Williams & Johnny „Guitar“ Watson
- 1968: Hello Trouble / Just a Taste
- 1969: Killing Floor / Lie to Me